# D78 Stock (métro de Londres)
Pour les articles homonymes, voir D78.
Le D Stock (aussi connu sous le nom de D78 Stock) était un type de rame utilisé sur la District Line du métro de Londres entre 1980 et 2017.

## Construction
Commandée en 1976, la série a été livrée entre 1980 et 1983 pour la District Line par Metropolitan Cammel Carriage & Wagon Company. Elles ont permis de remplacer les séries O Stock et R Stock. Elles ont un temps pris la place des A Stock sur l'ancienne East London Line entre 1985 et 1987, la District étant en service réduit en raison de travaux de rénovation durant cette période.

## Utilisation
La série fut utilisée sur toute la District Line à l'exception de la section entre High Street Kensington et Edgware Road, parce que les quais aux stations sur cette section de la ligne n'étaient pas assez longs pour ce modèle de rames.
C'est une de ces rames qui fut utilisée dans les relais de la flamme olympique avant les Jeux olympiques d'été de 2012 à Londres.
Des D stock ont été utilisées pour construire les Class 484 (en) pour l'Island Line.

## Remplacement

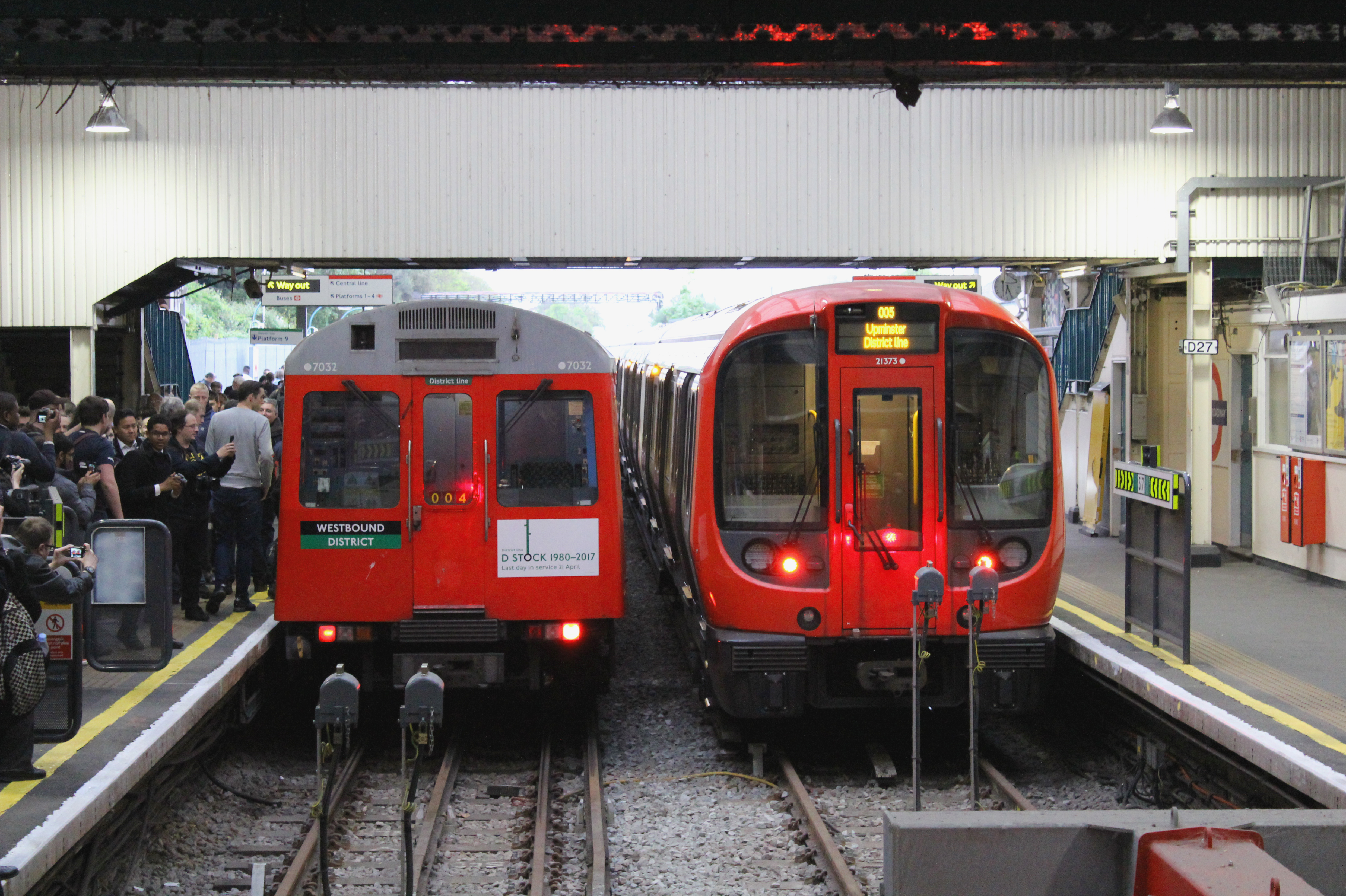
La dernière rame de D78 Stock avec son remplacement à Ealing Broadway le 7 mai 2017

Le D stock commence à être remplacé par le S stock en 2015. La dernière rame est radiée le 7 mai 2017.